# Dorfkirche Spaatz

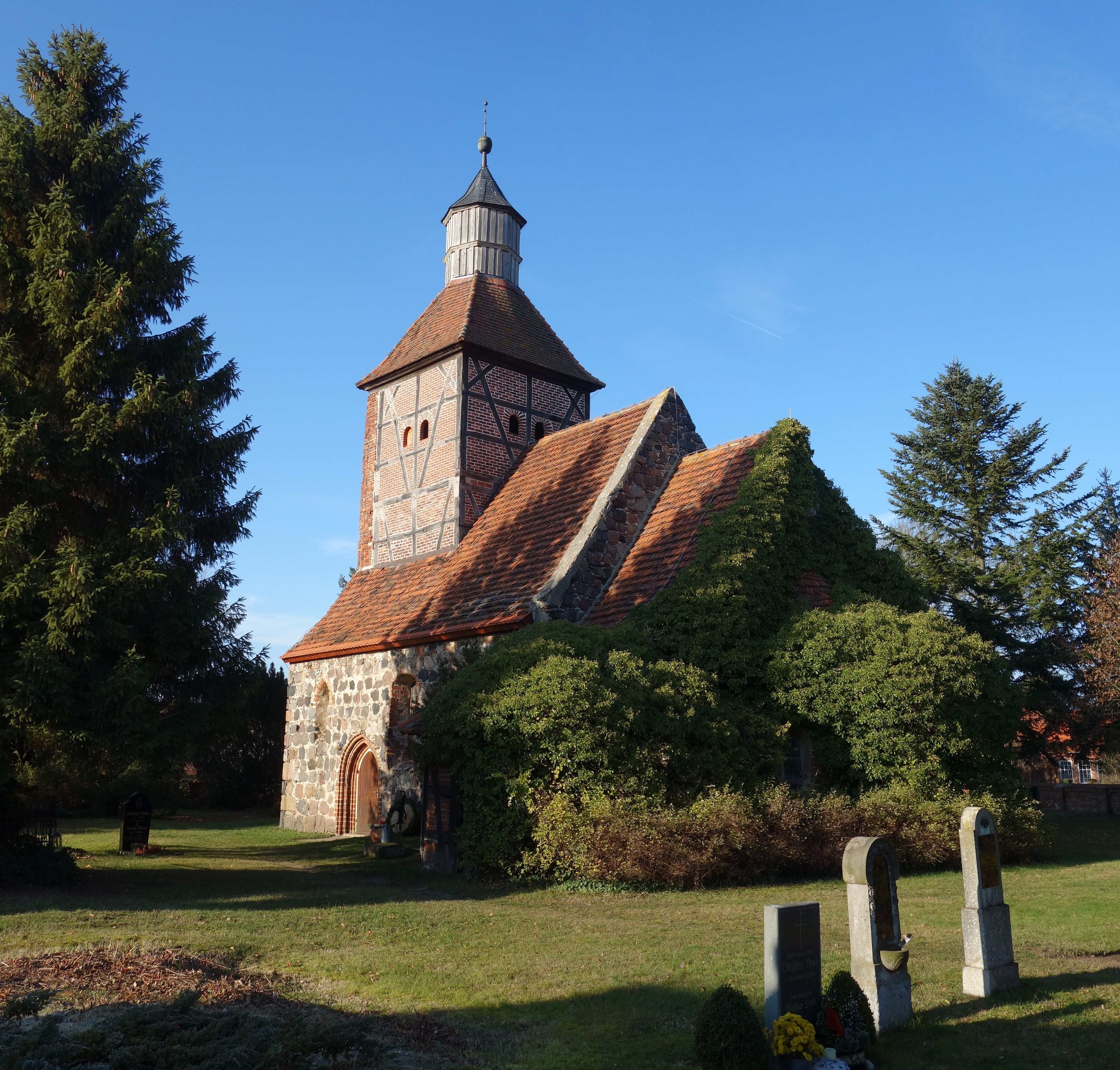
Dorfkirche Spaatz

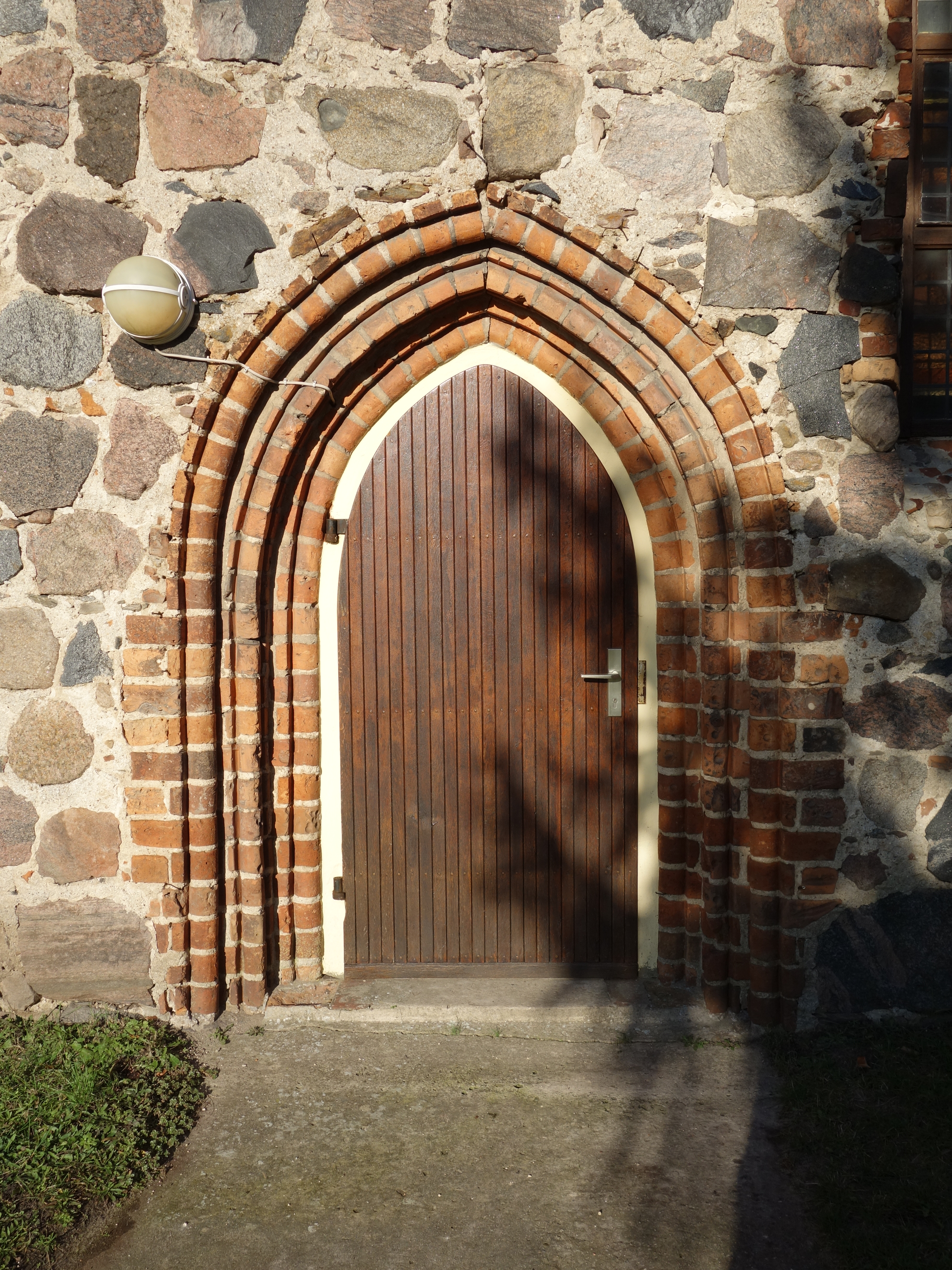
Gewändeportal im Südwesten

Die evangelische Dorfkirche Spaatz ist eine spätromanische Saalkirche im Ortsteil Spaatz der Gemeinde Havelaue im Landkreis Havelland in Brandenburg. Sie gehört zur Kirchengemeinde Spaatz im Evangelischen Kirchenkreis Nauen-Rathenow der Evangelischen Kirche Berlin-Brandenburg-schlesische Oberlausitz und kann nach Anmeldung besichtigt werden.

## Geschichte und Architektur
Die Kirche ist ein spätromanisches Feldsteinbauwerk, das vermutlich in der Mitte des 13. Jahrhunderts entstand und aus einem kurzen Schiff, einem eingezogenen querrechteckigen Chor und einer halbkreisförmigen niedrigen Apsis besteht.
Der Raum wird durch Spitzbogenfenster mit Backsteinlaibung erhellt, die zum Teil barock verändert wurden. An der Südseite sind zwei Portale angeordnet, ihre Backsteingewände sind mit Rund- und Birnstabprofilen versehen; diese gehen vermutlich auf einen spätgotischen Umbau zurück, der dendrochronologisch 1429 (d) datiert wurde; das ehemalige Westportal ist teilweise vermauert. Der quadratische westliche Fachwerk-Dachturm mit Zeltdach und Laterne stammt von 1706; in die Westseite wurde das Feldsteinmauerwerk des alten Turms einbezogen; 1767 und 2000 erfolgten Restaurierungen. An der Südseite ist eine Leichenhalle in Fachwerk von 1730 angebaut. Innen ist das Bauwerk flachgedeckt, der Triumph- und der Apsisbogen sind gedrückt spitzbogig gestaltet, die Apsis mit einer Halbkuppelwölbung geschlossen.
An der Südwand ist die Priesterpforte mit einer vermutlich bauzeitlichen Eichentür angeordnet, auf der originale Eisenbandbeschläge erhalten sind. Die Emporen an der Süd- und Westseite stammen aus dem 18. Jahrhundert.

## Ausstattung
Der auf das Jahr 1647 datierte Altaraufsatz wurde im Jahr 1957 restauriert. Im säulengerahmten Mittelfeld ist ein großformatiges Abendmahlsgemälde zu sehen, der Aufsatz ist mit Kreuzigung und Himmelfahrt versehen, seitlich sind Schweifwerkwangen angebracht. In der Predella ist eine Schrifttafel mit einem Zitat aus dem Psalm Ps 111,4  zu sehen. Der polygonale Kanzelkorb gehört der Mitte des 17. Jahrhunderts an und steht auf einem neueren Unterbau. Das Kirchengestühl wurde 1746 auf Initiative und eigene Kosten des Zimmermanns Ernst Heinrich Wesemann aus Dankbarkeit für eine Heilung erneuert.
Die Orgel ist ein Werk von Friedrich Hermann Lütkemüller aus dem Jahr 1878 mit sieben Registern auf einem Manual und Pedal, das allerdings wegen eingeschränkter Spielbarkeit einer Restaurierung bedarf. Dazu werden Benefizkonzerte von einem Freundeskreis organisiert.